# Georgenberg (Spremberg)

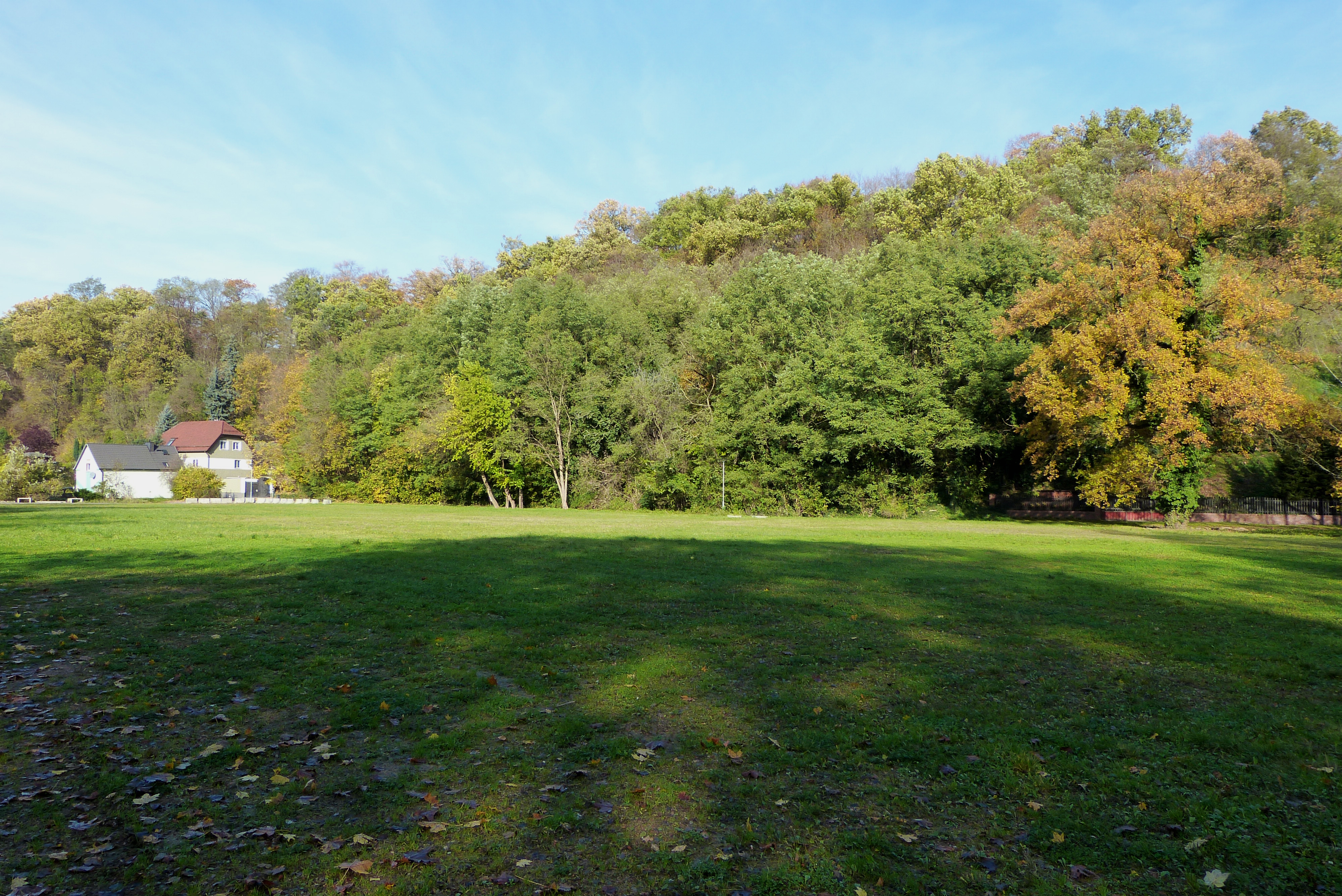
Blick auf die Anhöhe des Georgenberg

Der Georgenberg ist ein Höhenzug des Lausitzer Grenzwalls im Nordosten des Innenstadtgebietes der Stadt Spremberg. Seine höchste Erhebung befindet sich auf halber Strecke zwischen Marktplatz und dem Bahnhof der Stadt und beträgt 139 m, der Höhenunterschied zum umliegenden Gelände beträgt aber nur etwa 40 m.

## Lage

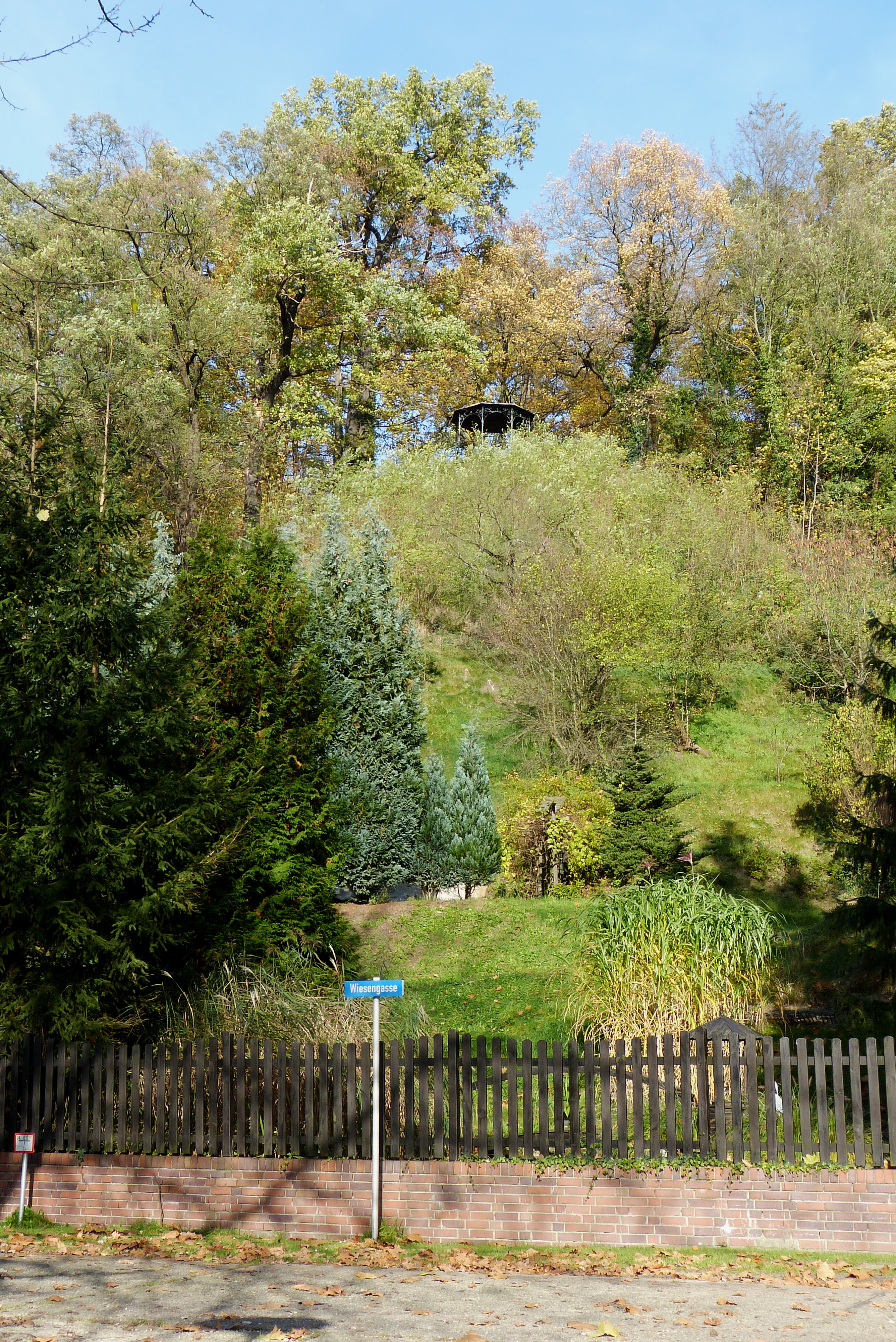
Georgenberg mit Blick zum Seemannpavillon

Die Lage bzw. die örtlichen Grenzen des Gebietes „Georgenberg“ können in etwa mit dem heutigen Straßenverlauf Wiesengasse – Georgenstraße – Grazer Straße – Bahnhofstraße benannt werden. 1833 wurde durch einen vorhandenen natürlichen, aber auch sehr steilen Bergeinschnitt, die heutige Georgenstraße angelegt, wodurch der Georgenberg auch mit Fuhrwerken vom etwa 35 Meter tiefer liegenden Marktplatz erreichbar wurde. 1926 bis 1936 schuf man zusätzlich eine direkte Verbindung zwischen Marktplatz und Bahnhof (Bahnhofstraße) in dem man Oberhalb einen künstlichen Bergeinschnitt schuf und das dabei gewonnene Material am Fuße des Georgenberges, im Bereich Freilichtbühne, Schwanenteich wieder aufschüttete. Durch diese Maßnahme, wurde der natürliche durchgehende Verlauf des Höhenzuges unterbrochen und der Georgenberg erhielt eine gewisse Eigenständigkeit.

## Entstehung
Die Entstehung des Georgenberges geht auf Vorgänge zurück, die während der mittleren Eiszeit hier stattfanden. Das Gebiet um Spremberg bildete dabei mit dem Georgenberg als Endmoräne die maximale südlichen Ausdehnung der Eisgrenze.

## Namensgebung
Als Namensgeber für den Georgenberg steht der Schutzpatron des Rittertums, der heilige Georg oder Sankt Georg, für den im 13. Jahrhundert (genaue Daten liegen nicht vor) auf dieser Anhöhe eine Kapelle errichtet und nach ihm benannt wurde. Aus „Kapelle zum heiligen Georg“, so der ursprüngliche Name, wurde im Laufe der Jahrhunderte „Sankt Georg Kapelle“ und später nur noch umgangssprachlich „Georgenkapelle“.

## Hangrutschung
Am 15./16. Januar 2011 kam es auf der Südseite des Georgenberges unterhalb der „Gedenkstätte für die Opfer des Faschismus“ durch über Wochen anhaltende Niederschläge zu einer Hangrutschung, die das gesamte Denkmal-Areal gefährdete. Eng begrenzt auf etwa der Hälfte der Hangbreite unterhalb der Gedenkstätte bildeten sich im Erdreich, etwa 1 m entfernt von der dortigen Begrenzungsmauer, Risse und teilweise rutschten Erdmassen mit kleineren Bäumen und Sträuchern am Hang ab. Diese Hangrutschung passierte dabei in einem Bereich, der nicht bei den Straßenbauarbeiten in den 1930er Jahren angelegt wurde und dabei augenscheinlich aus gewachsenem Boden bestand.
Lange Zeit konnte man sich in den unterschiedlichen Ausschüssen nicht über die notwendigen Sanierungsmaßnahmen am abgerutschten Hang einigen. Erstens waren die Ursachen nicht eindeutig geklärt und zweitens waren laut einem vorgelegten Gutachten, Sanierungskosten in Höhe von 136.000 Euro bis 418.000 Euro zu erwarten. So gab es einerseits Befürchtungen, dass dies erst der Anfang von weiteren Rutschungen sein könnte, andererseits gab es aber auch die Meinung, dass nun nur der Aushub abgerutscht war, welcher beim Bau des damaligen Heldenehrenmals (jetzt OdF-Gedenkstätte), welches in den Hang gegraben worden war, lose den Hang hinuntergeschüttet und nicht verfestigt wurde.
In einem Gutachten aus dem Jahr 2013, welches die Stadt in Auftrag gegeben hatte, wurde der gesamte Baumbestand an den Hängen des Georgenberges geprüft und bewertet. Von 1270 untersuchten Bäumen, wiesen 382 Bäume Schäden auf und 44 Bäume sind so geschädigt, dass sie gefällt werden müssen. Von einem Freilegen der Sichtachse unterhalb der OdF-Gedenkstätte rät das Gutachten ausdrücklich ab.
Am 25. Juni 2014 wurden die im Jahr 2011 gesperrten Wege am abgerutschten Bereich, nach einer eher kleinen Sanierung, wieder freigegeben. Dabei war der einstige Weg, welcher ursprünglich vom Aufstieg des Georgenberges zur Gedenkstätte führte, zurückgebaut und um wenige Meter nach rechts verlegt worden. Am Hangauslauf wurde ein Teilstück mit einer Mauer aus Gabionen errichtet. Anfängliche Kostenschätzungen gingen davon aus, dass eine Sanierung, nach der Vorzugsvariante, nicht unter 350.000 Euro möglich ist. Die nun gewählte Minimalvariante kostete lediglich 58.000 Euro.
Erst im vierten Quartal des Jahres 2020 waren alle parlamentarischen als auch finanziellen Hürden genommen, um den im Jahr 2011 abgerutschten Bereich unterhalb der „OdF-Gedenkstätte“ von Grund auf zu sanieren. In einem ersten Schritt wurden im gesamten Hangbereich entlang des bis 1936 angelegten Bergeinschnittes, dem sogenannten neuen Georgenberg, umfangreiche Baumfällarbeiten durchgeführt. Hauptgrund war der massive Befall des Buchenbestandes mit der Buchenkomplexkrankheit.
Anschließend wurde der Bereich des zu sanierenden Hanges einschließlich der davor befindlichen Fläche und kleinen Parkanlage (Blumenrondell) von jeglichem Bewuchs befreit und eingeebnet.
In einem weiteren Schritt wurde dann der Hang etwas länger gezogen und damit abgeflacht. 
Die abgerutschte Fläche wurde danach mittels Hydrozementationsverfahren, bei dem Erdreich mit einem Zementgemisch vermengt wird, befestigt. Diese sogenannten Stützscheiben wurden in einer Einbautiefe von 1 Meter bis 4,5 Meter in Streifen von ca. 2 Meter Breite mit einem Abstand von etwa 3 Meter längs auf der zu befestigen Fläche eingebracht und der Hang damit befestigt. Zusätzlich wurden, um den Ablauf von Regenwassers sicher zu gewährleisten, Rigolen in die gesamte sanierte Hangfläche eingearbeitet. Die zu befestigende Fläche ist etwa 47 Meter breit und 33,5 Meter lang (hoch). Das bepflanzen des Hanges mit Bäumen ist danach nicht mehr möglich (Standsicherheit).
Damit wird gleichzeitig eine über Jahre bestehende Forderung der Bevölkerung erfüllt, die historischen Sichtachsen vom Georgenberg wiederherzustellen, auch wenn dies nun aus eigentlich anderen Gründen geschieht. Am 29. März 2022 wurde mit dem Aufbringen einer sogenannten Spritzbegrünung die eigentliche Sanierung des Hanges abgeschlossen.

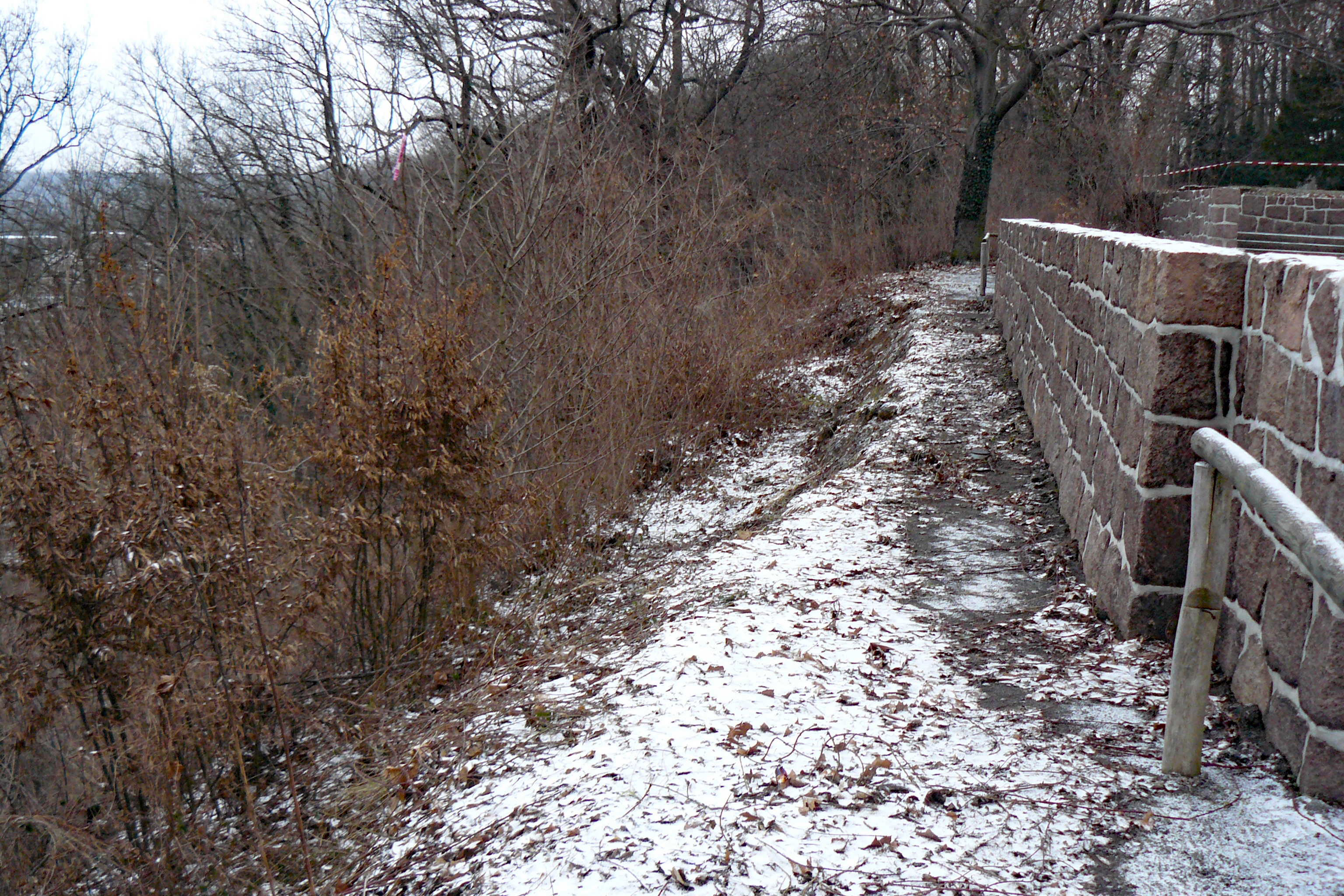
Januar 2011 Hangrutschung
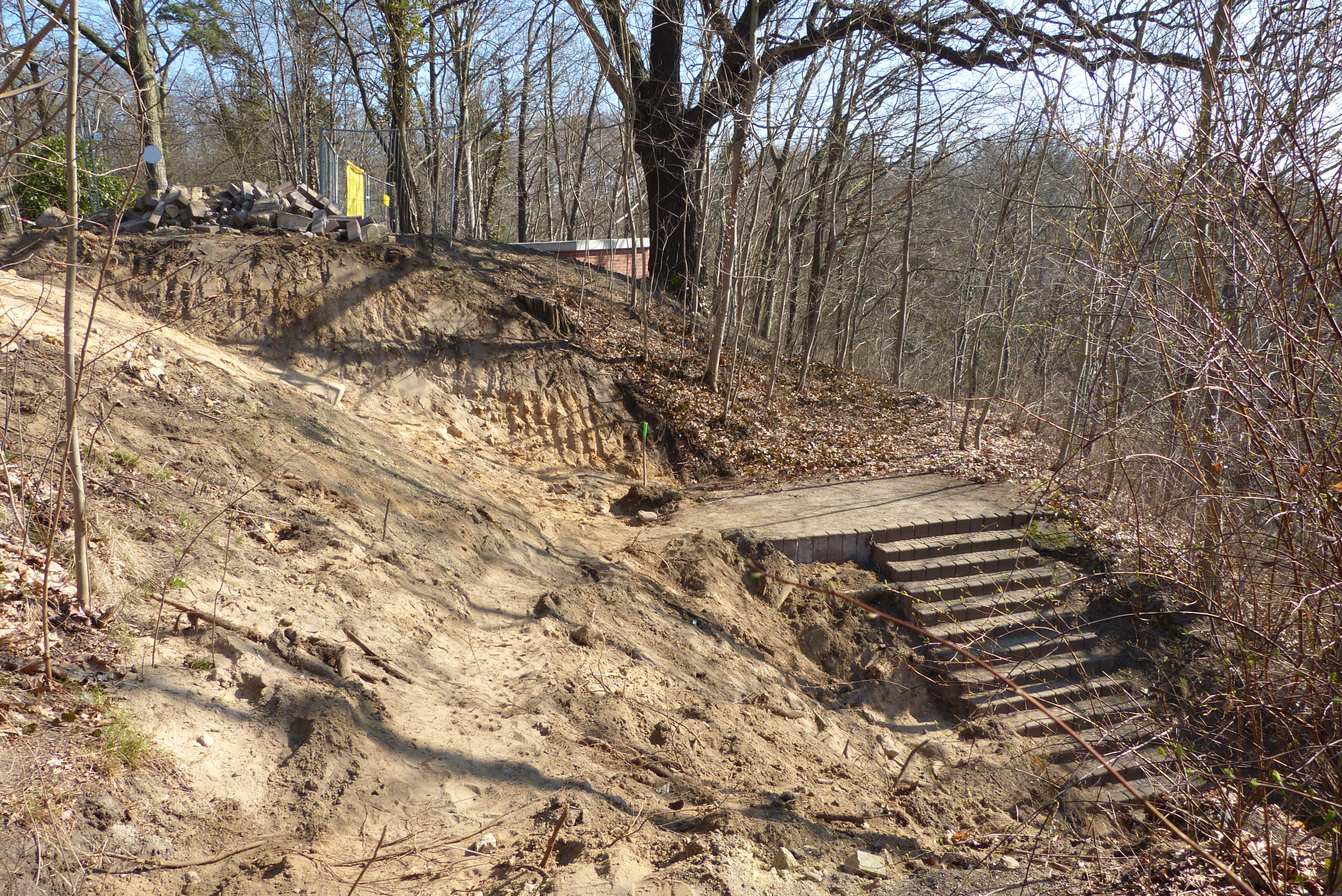
März 2014 Umverlegung Treppenaufstieg zum Georgenberg
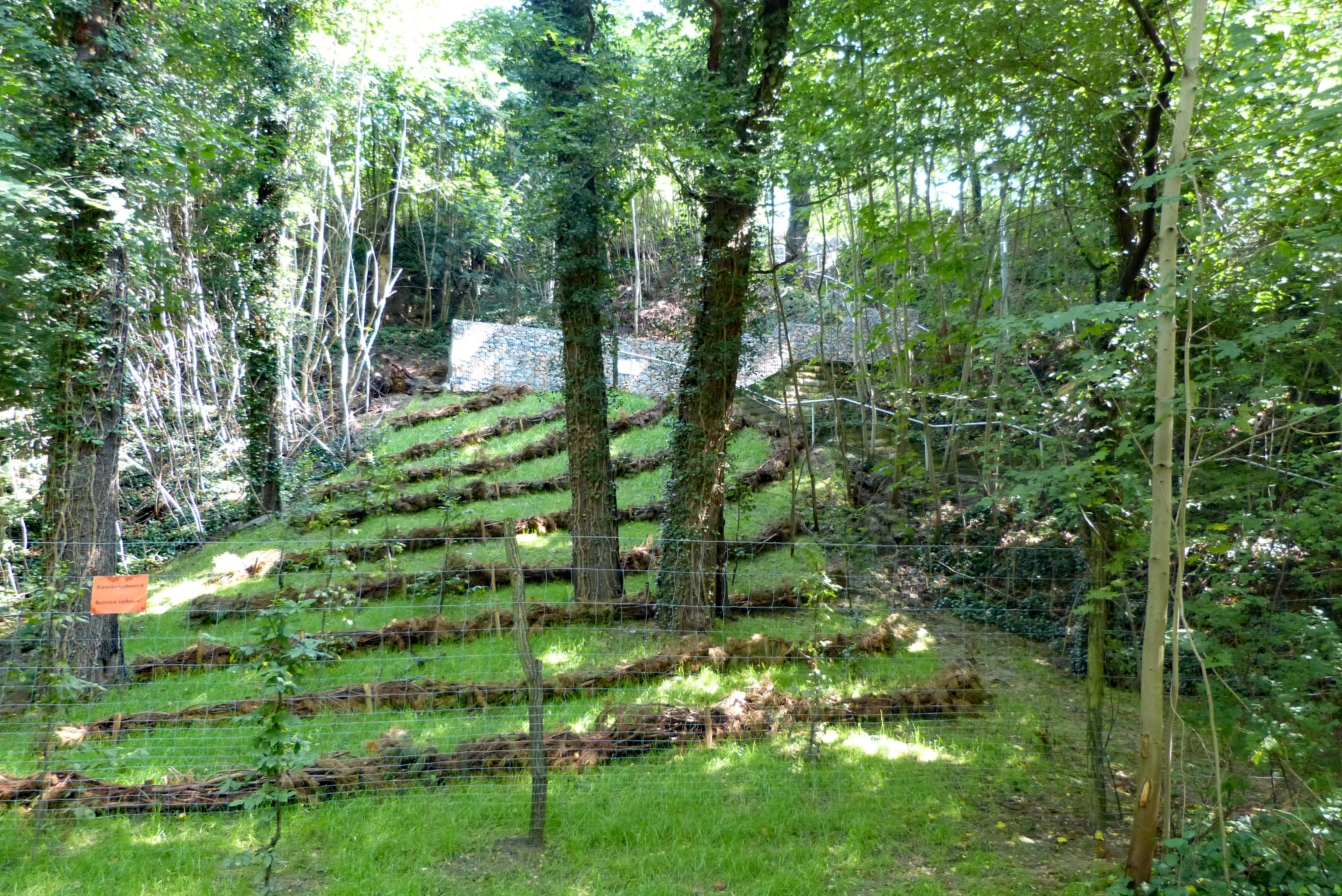
Juni 2014 Hang Georgenberg nach Sanierung
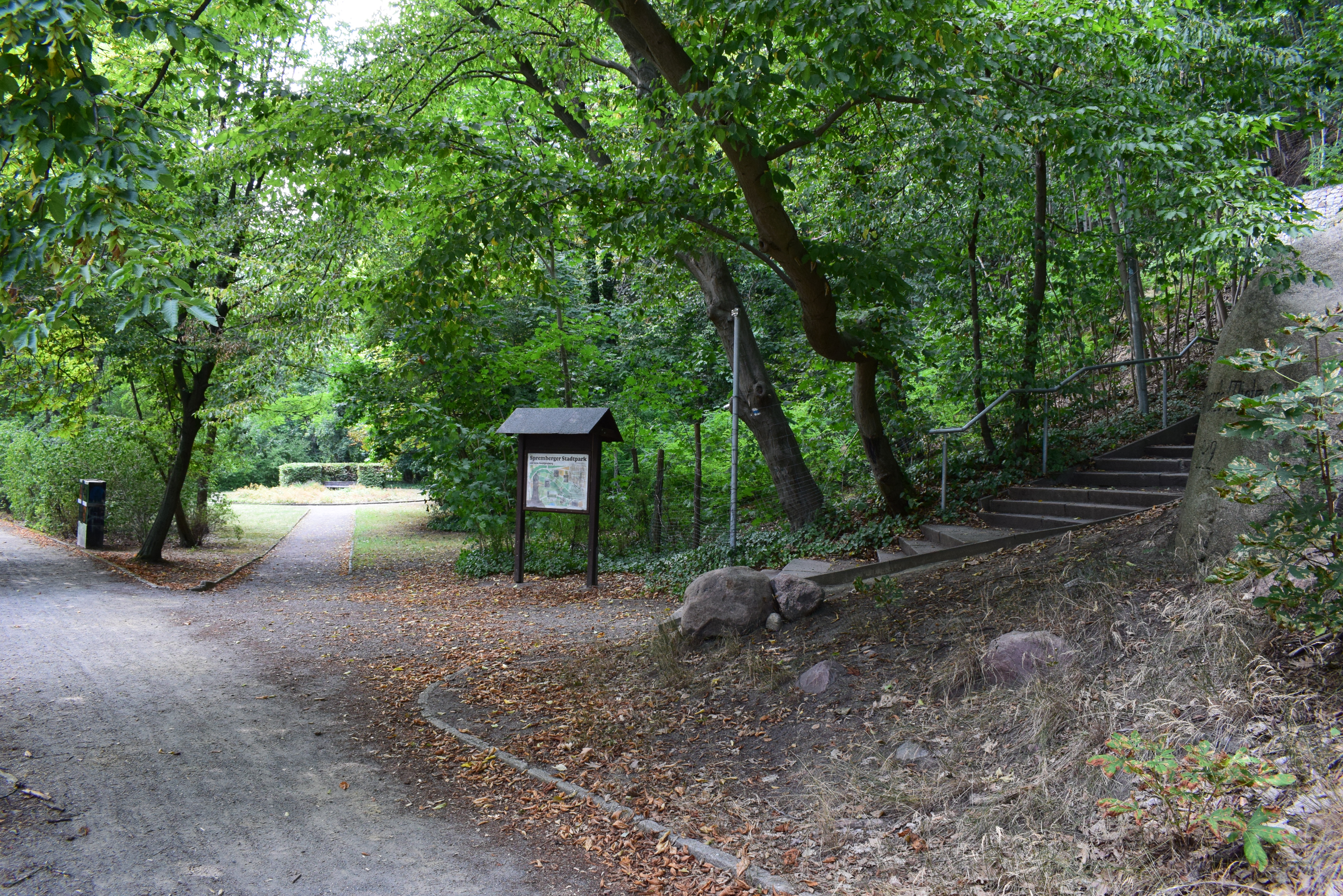
Juli 2019 Blumenrondell am Hangauslauf Neuer Georgenberg
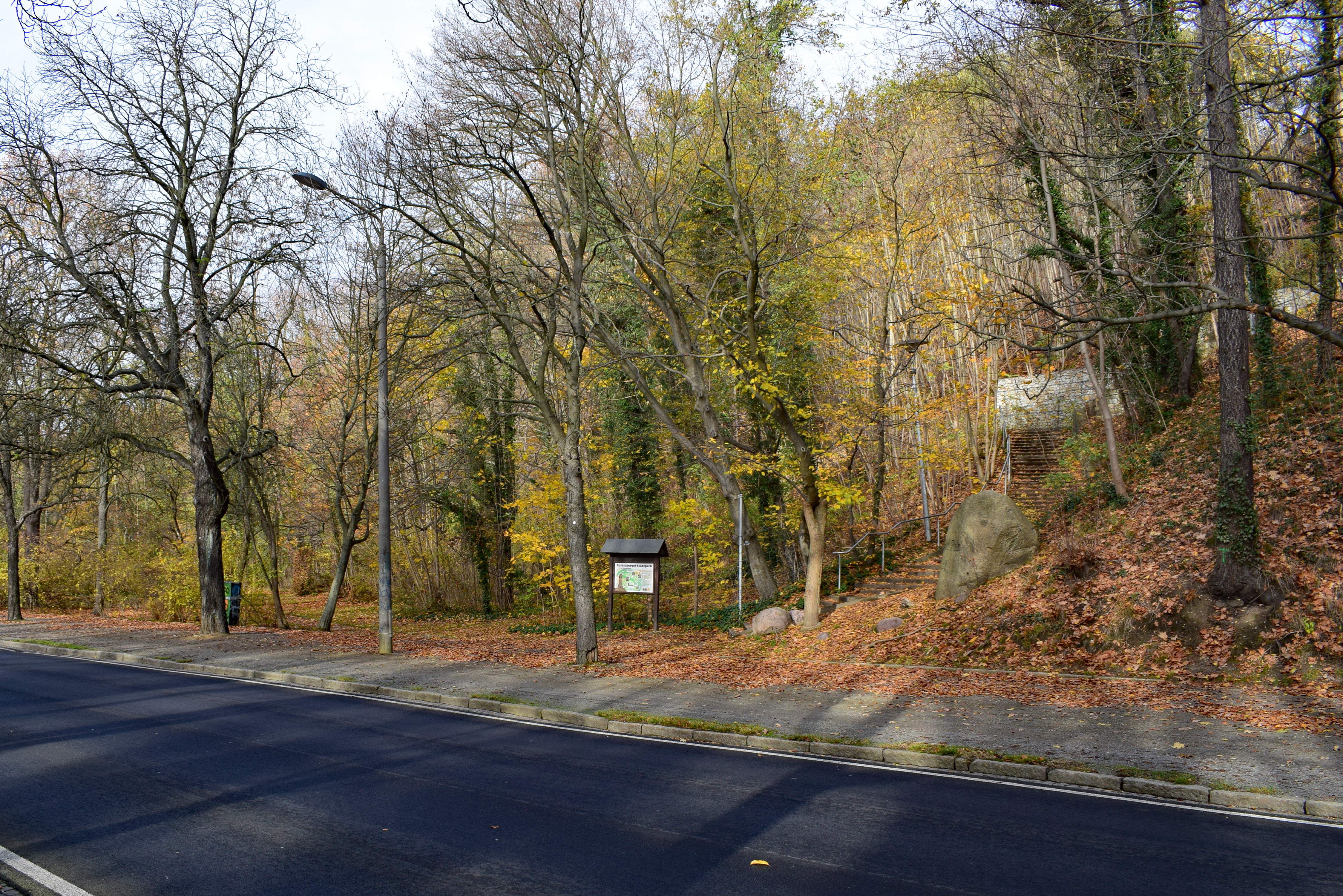
November 2020 Zustand vor der Sanierung der Hangrutschung
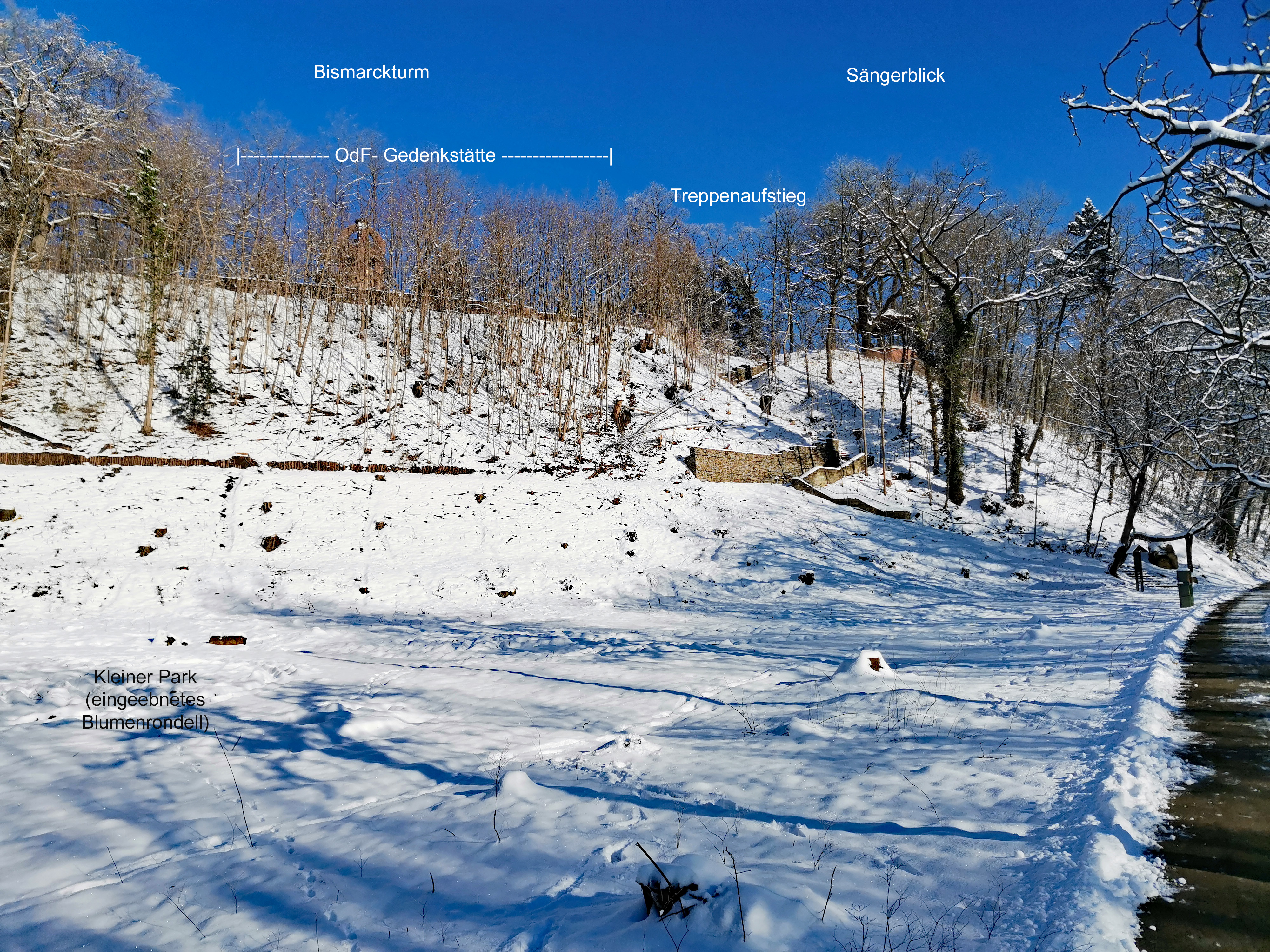
Dezember 2020 Abgeholzter Bereich Hangrutschung Georgenberg
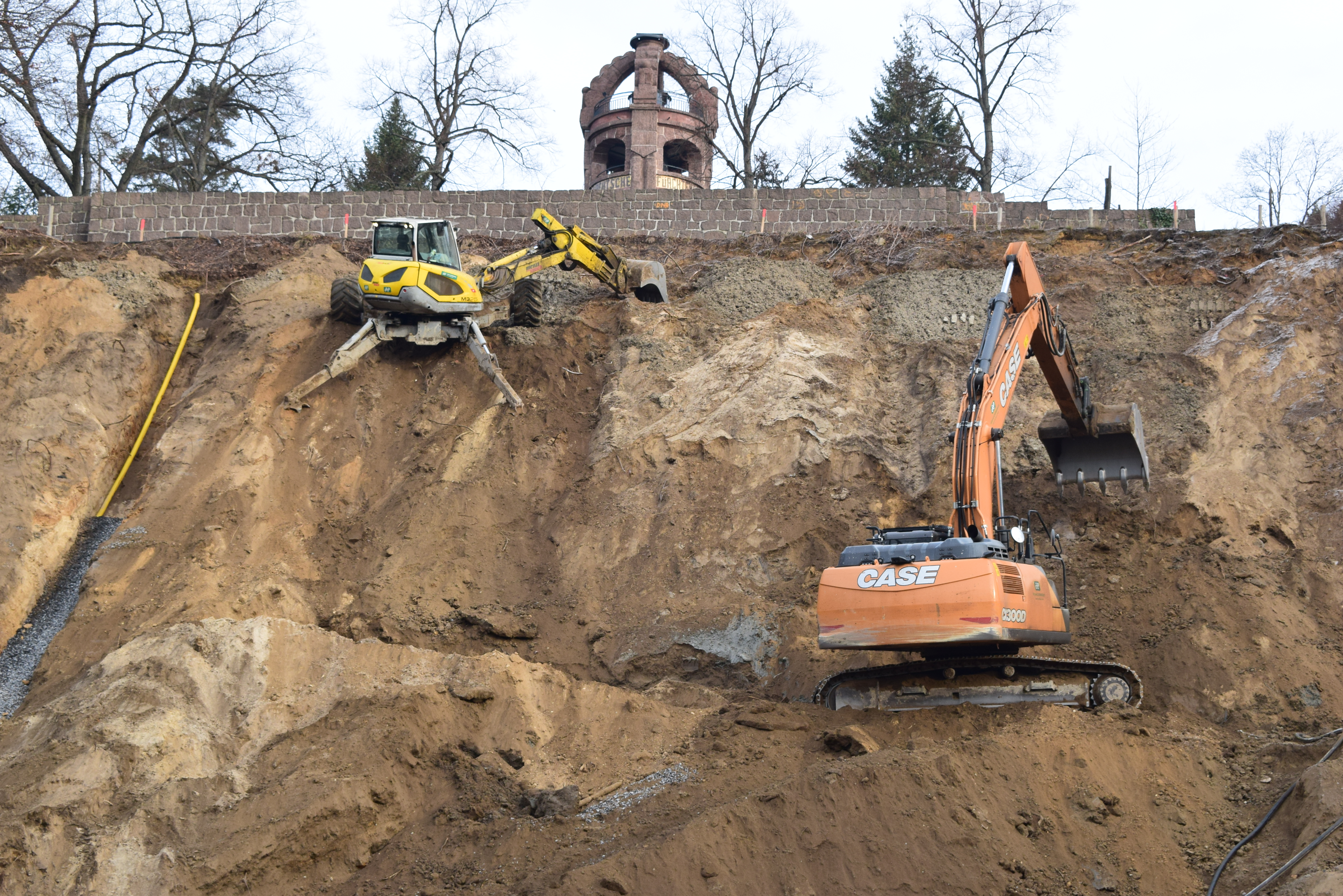
Dezember 2021 Arbeiten am Hang des Georgenberges unterhalb der OdF Gedenkstätte
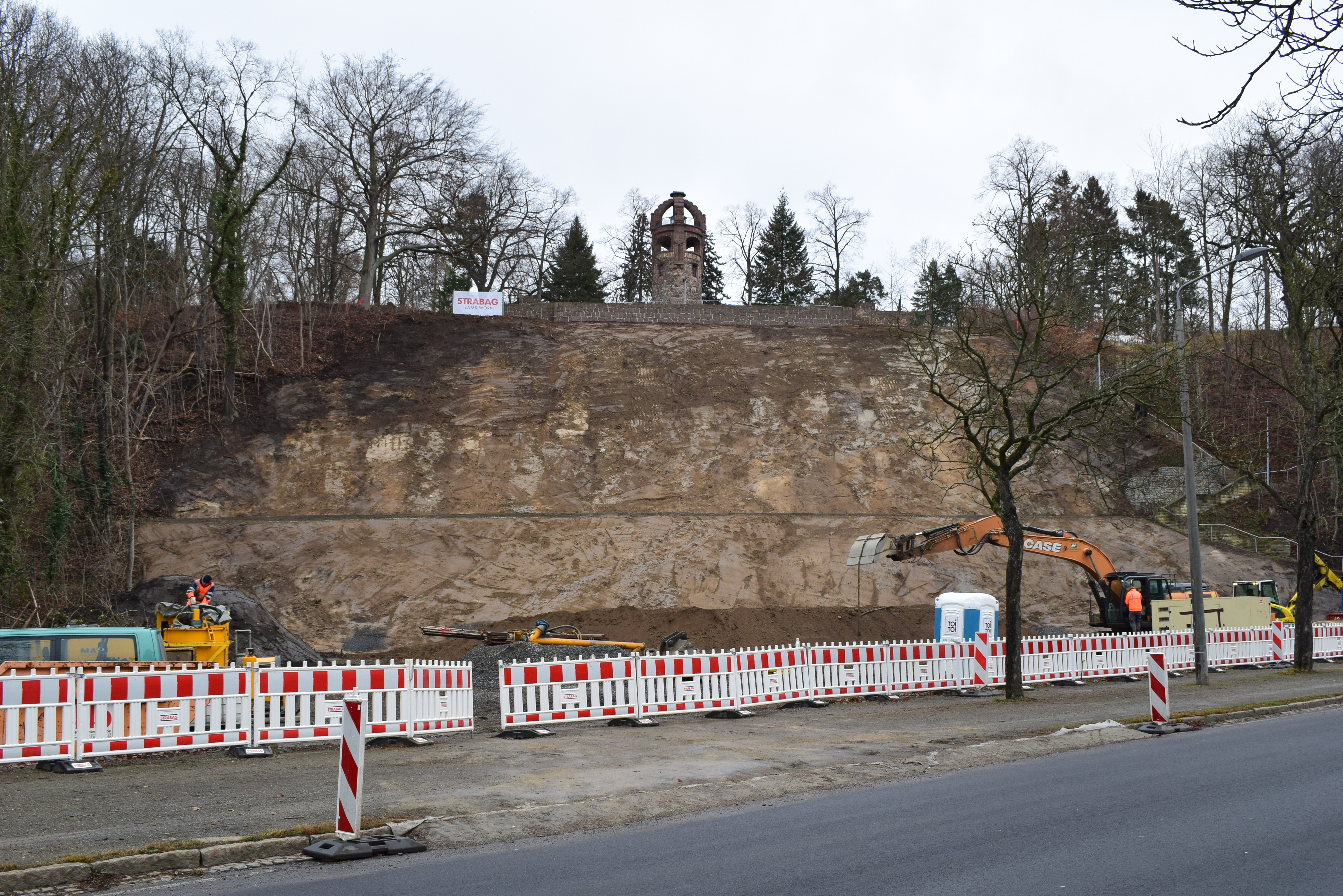
Dezember 2021 Hangsanierung am Georgenberg abgeschlossen
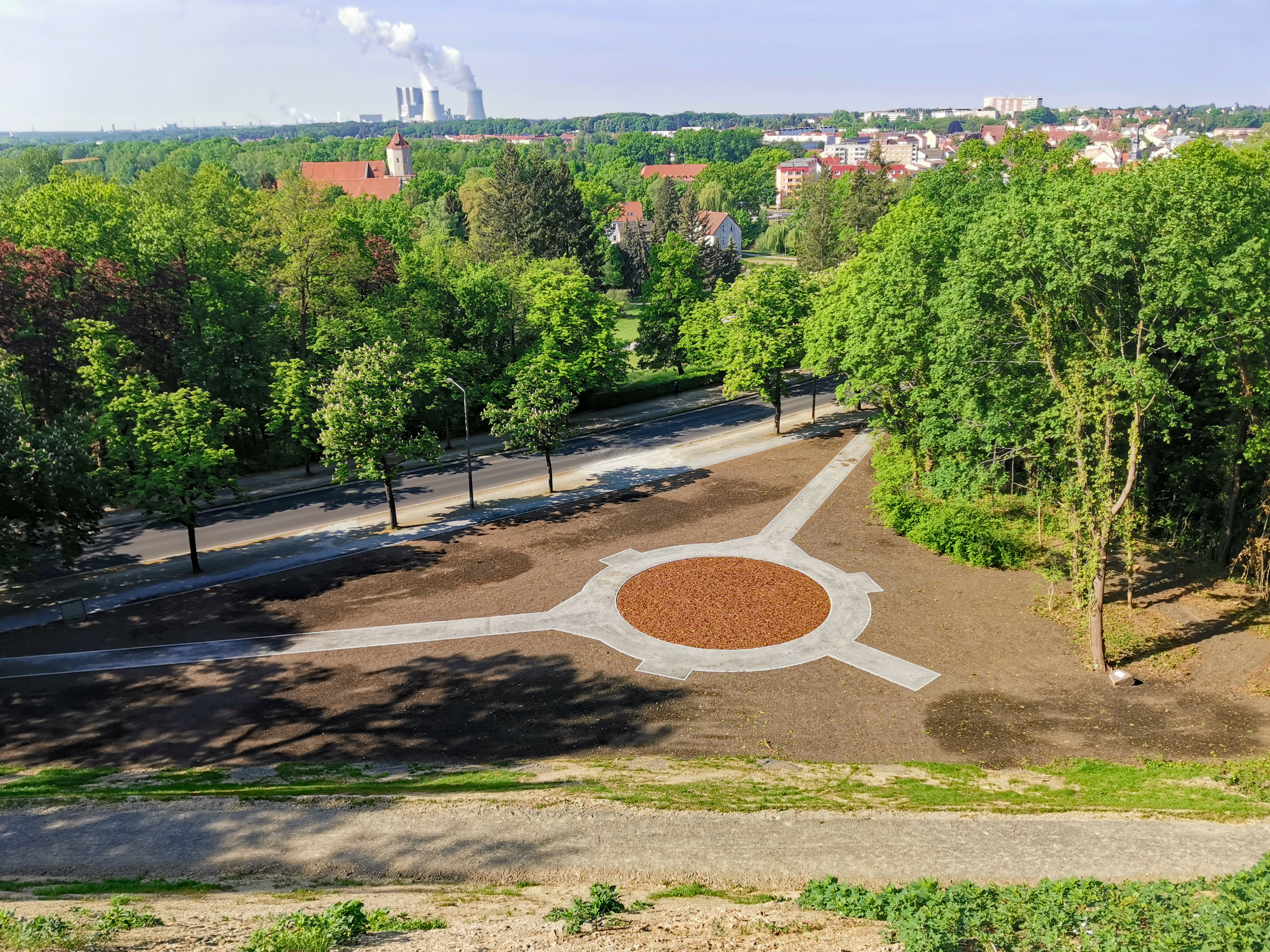
Mai 2022 Wiederhergestelltes Blumenrondell

Am 31. März 2022 begannen die Bauarbeiten zur Wiederherstellung der zuvor eingeebneten Parkanlage am Fuße des Hanges nach historischem Vorbild. Diese Arbeiten konnten bereits in der zweiten Maiwoche 2022 mit der Bepflanzung mit Rosen, im Rondel der Anlage, abgeschlossen werden. Der Begriff „historisches Vorbild“ wurde sowohl beim Wiederaufbau der Anlage als auch bei der anschließenden Bepflanzung eher Großzügig ausgelegt, denn sowohl die Anlage selbst, hier insbesondere die Stellflächen der Bänke und die Nichtanbindung an den vorhandenen Hangweg als auch die Gestaltung der Bepflanzung (keine Hecken, keine weiteren Sträucher) weichen erheblich vom ursprünglichen Zustand ab. Am 14. Mai 2022 wurde der sanierte Hang einschließlich des Blumenrondells zum „Tag der Städtebauförderung“ eingeweiht. Die Gesamtkosten belaufen sich dabei auf ca. 600.000 Euro.